# Kirikiri
kirikiri（キリキリ、中国語: kirikiri视频站）は中国の動画サイトである。K站や下記の特徴からキリキリ動画と呼ばれる。日本アニメ海賊版サイト。ニコニコ動画が開発した弾幕と呼ばれる画面上にコメントを表示する機能を持つことが特徴であり。